# Telephanus americanus
Telephanus americanus es una especie de coleóptero de la familia Silvanidae. Descrito en 1795 por Guillaume-Antoine Olivier.

## Distribución geográfica
Habita en la Guayana Francesa.